# Candelabrum cocksii
Candelabrum cocksii är en nässeldjursart som först beskrevs av Vigurs 1849.  Candelabrum cocksii ingår i släktet Candelabrum och familjen Candelabridae. Inga underarter finns listade i Catalogue of Life.

## Bildgalleri

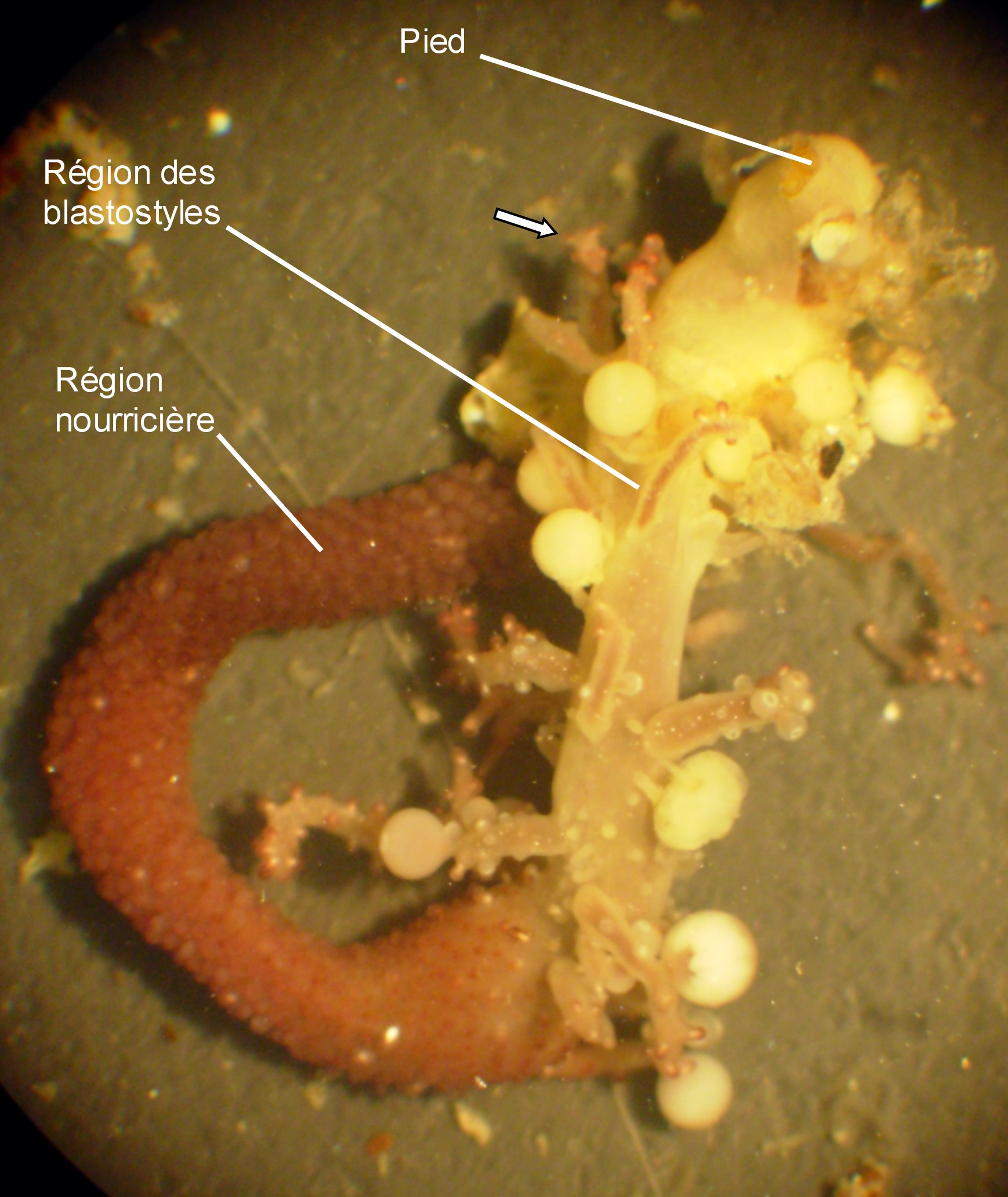
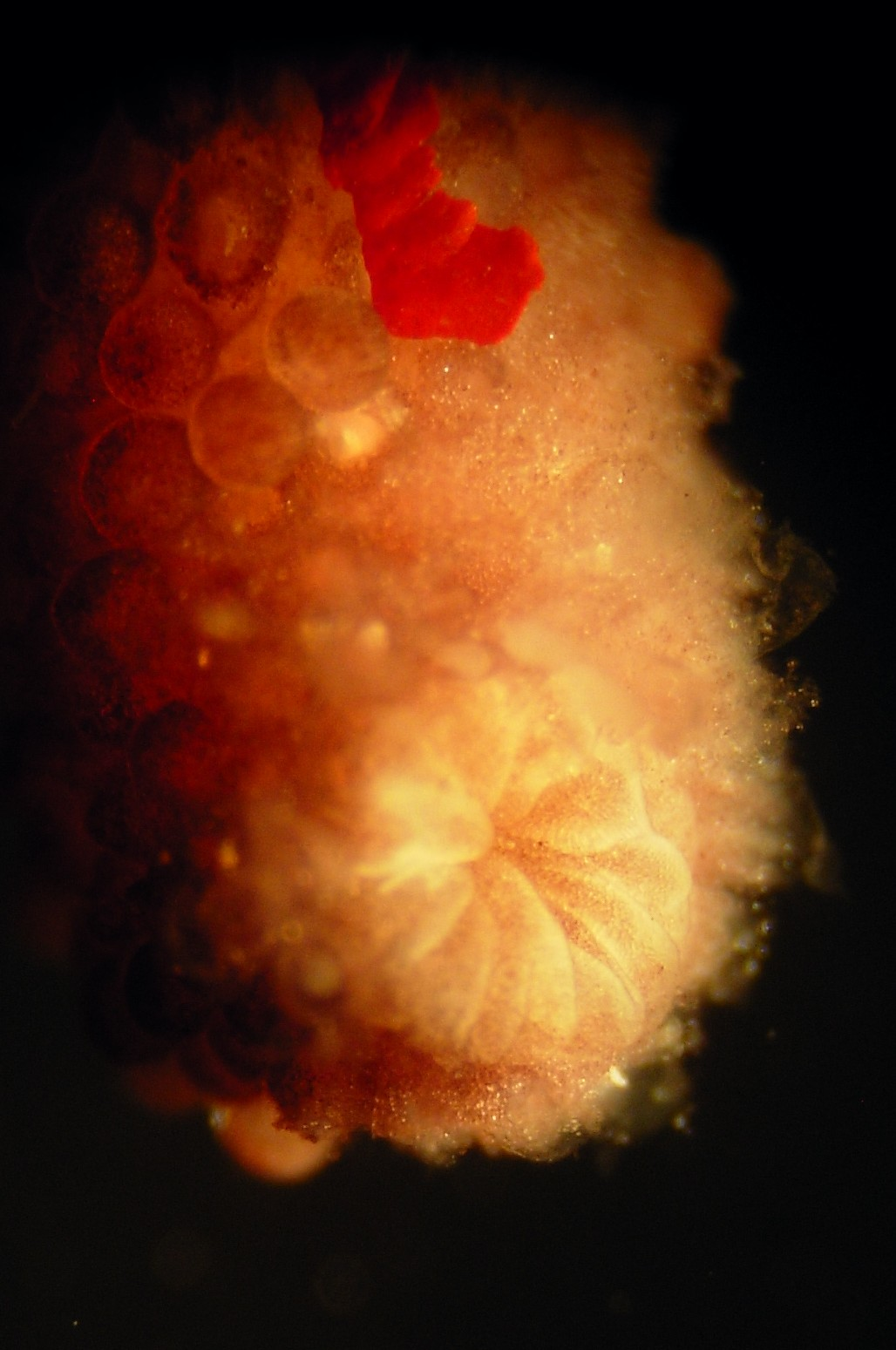
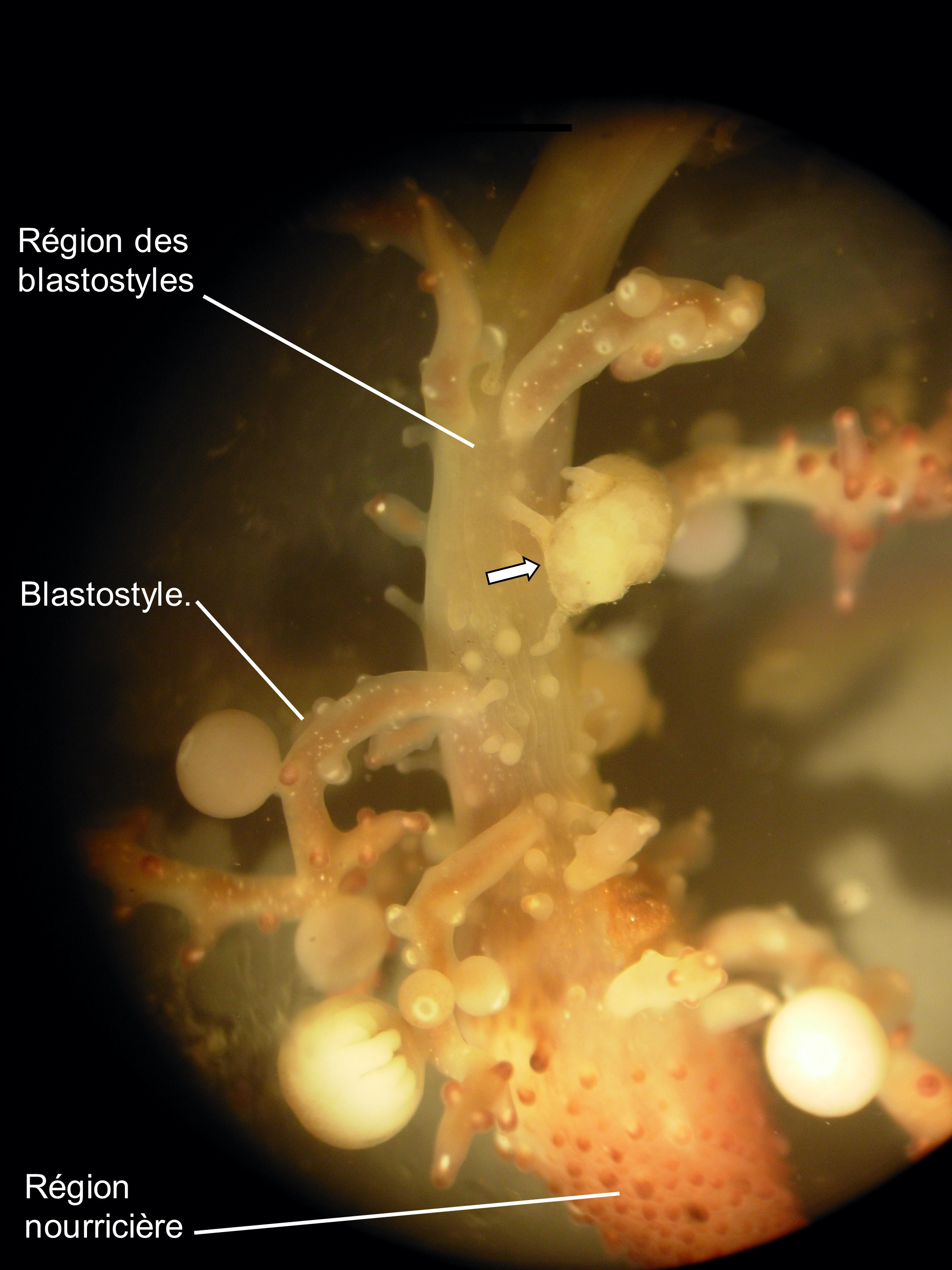
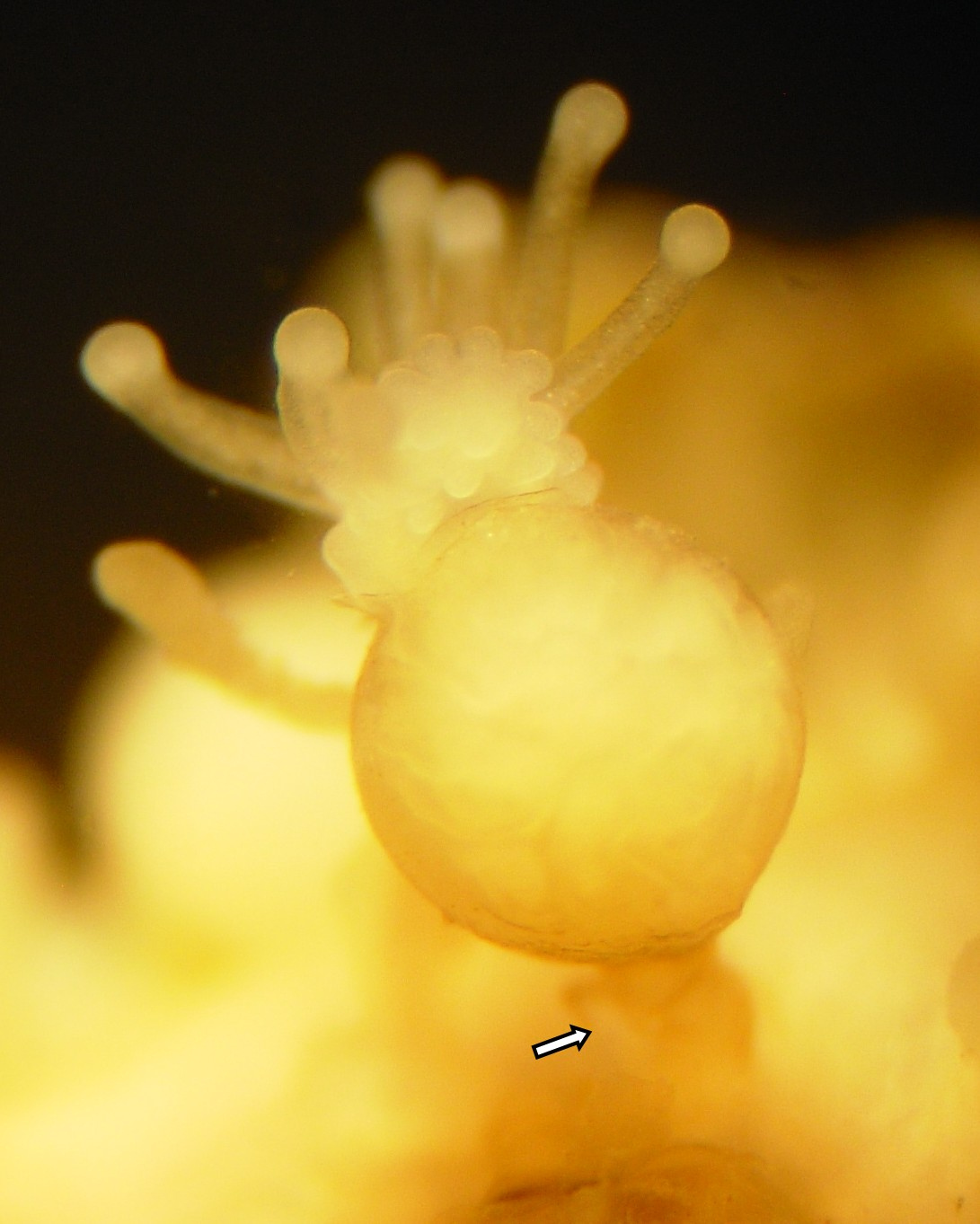
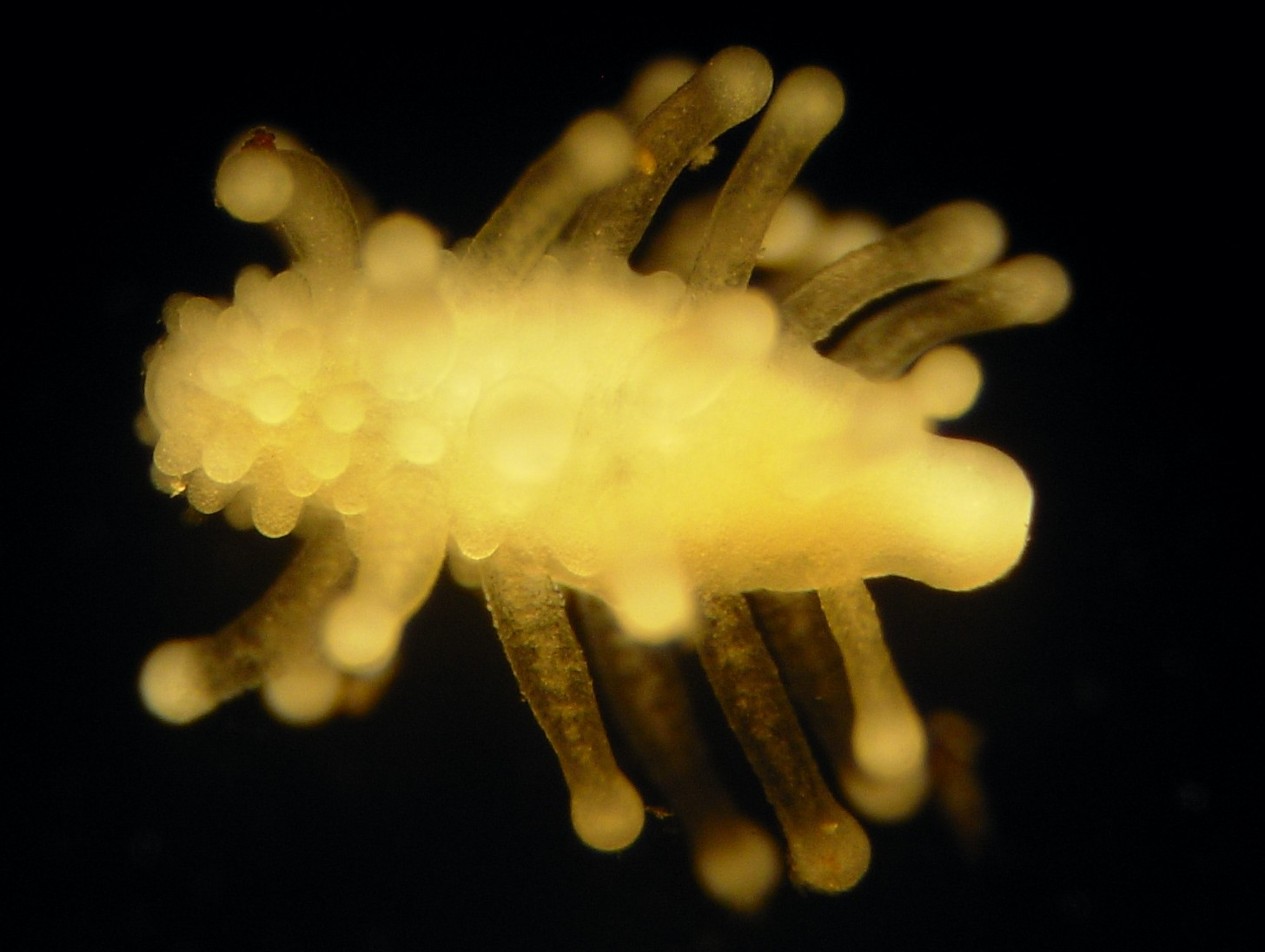